# Football League One de 2010–11
A Football League One de 2010–11 (conhecida como Npower Football League One, por razões de patrocínio) foi a 7ª edição do campeonato com o nome de Football League One e a 90ª edição como terceiro nível no sistema de ligas do futebol inglês.

## Participantes

### Estádios e Localização
| Clube                  | Localização   | Estadio                          | Capacidade |
| ---------------------- | ------------- | -------------------------------- | ---------- |
| Bournemouth            | Bournemouth   | Dean Court                       | 9,600      |
| Brentford              | London        | Griffin Park                     | 12,763     |
| Brighton & Hove Albion | Brighton      | Withdean Stadium                 | 8,850      |
| Bristol Rovers         | Bristol       | Memorial Stadium                 | 12,011     |
| Carlisle United        | Carlisle      | Brunton Park Stadium             | 16,981     |
| Charlton Athletic      | Londres       | The Valley                       | 27,111     |
| Colchester United      | Colchester    | Colchester Community Stadium     | 10,064     |
| Dagenham and Redbridge | Londres       | Victoria Road                    | 6,078      |
| Exeter City            | Exeter        | St James Park                    | 8,830      |
| Hartlepool United      | Hartlepool    | Victoria Park                    | 8,240      |
| Huddersfield Town      | Huddersfield  | Galpharm Stadium                 | 24,500     |
| Leyton Orient          | Londres       | Brisbane Road                    | 9,271      |
| Milton Keynes Dons     | Milton Keynes | Stadium:mk                       | 22,000     |
| Notts County           | Nottingham    | Meadow Lane                      | 21,388     |
| Oldham Athletic        | Oldham        | Boundary Park                    | 10,638     |
| Peterborough United    | Peterborough  | London Road Stadium Peterborough | 15,460     |
| Plymouth Argyle        | Plymouth      | Home Park                        | 19,500     |
| Rochdale               | Rochdale      | Spotland Stadium                 | 10,249     |
| Sheffield Wednesday    | Sheffield     | Estádio Hillsborough             | 39,812     |
| Southampton            | Southampton   | St Mary's Stadium                | 32,689     |
| Swindon Town           | Swindon       | County Ground                    | 14,700     |
| Tranmere Rovers        | Birkenhead    | Prenton Park                     | 16,789     |
| Walsall                | Walsall       | The Banks' Stadium               | 11,300     |
| Yeovil Town            | Yeovil        | Huish Park                       | 9,665      |

### Entradas
Promovidos da League Two 2009-10
- Notts County
- Bournemouth
- Dagenham & Redbridge
- Rochdale

Rebaixados da League Championship 2009-10
- Peterborough United
- Plymouth Argyle
- Sheffield Wednesday

### Saídas
Promovidos para League Championship 2010-11
- Norwich City
- Leeds United
- Millwall

Rebaixados para League Two 2010-11
- Southend United
- Wycombe Wanderers
- Stockport County
- Gillingham

## Classificação
| 1  | Brighton & Hove Albion | 95 | 46 | 28 | 11 | 7  | 85  | 40 | +45 |
| 2  | Southampton            | 92 | 46 | 28 | 8  | 10 | 86  | 38 | +48 |
| 3  | Huddersfield Town      | 87 | 46 | 25 | 12 | 9  | 77  | 48 | +29 |
| 4  | Peterborough United    | 79 | 46 | 23 | 10 | 13 | 106 | 75 | +31 |
| 5  | Milton Keynes Dons     | 77 | 46 | 23 | 8  | 15 | 67  | 60 | +7  |
| 6  | Bournemouth            | 71 | 46 | 19 | 14 | 13 | 75  | 54 | +21 |
| 7  | Leyton Orient          | 70 | 46 | 19 | 13 | 14 | 71  | 62 | +9  |
| 8  | Exeter City            | 70 | 46 | 20 | 10 | 16 | 66  | 71 | -5  |
| 9  | Rochdale               | 68 | 46 | 18 | 14 | 14 | 63  | 55 | +8  |
| 10 | Colchester United      | 62 | 46 | 16 | 14 | 16 | 57  | 63 | -6  |
| 11 | Brentford              | 61 | 46 | 17 | 10 | 19 | 55  | 62 | -7  |
| 12 | Carlisle United        | 59 | 46 | 16 | 11 | 19 | 60  | 62 | -2  |
| 13 | Charlton Athletic      | 59 | 46 | 15 | 14 | 17 | 62  | 66 | -4  |
| 14 | Yeovil Town            | 59 | 46 | 16 | 11 | 19 | 56  | 66 | -10 |
| 15 | Sheffield Wednesday    | 58 | 46 | 16 | 10 | 20 | 67  | 67 | 0   |
| 16 | Hartlepool United      | 57 | 46 | 15 | 12 | 19 | 47  | 65 | -18 |
| 17 | Tranmere Rovers        | 56 | 46 | 15 | 11 | 20 | 53  | 60 | -7  |
| 18 | Oldham Athletic        | 56 | 46 | 13 | 17 | 16 | 53  | 62 | -9  |
| 19 | Notts County           | 50 | 46 | 14 | 8  | 24 | 46  | 60 | -14 |
| 20 | Walsall                | 48 | 46 | 12 | 12 | 22 | 56  | 75 | -19 |
| 21 | Dagenham & Redbridge   | 47 | 46 | 12 | 11 | 23 | 52  | 70 | -18 |
| 22 | Bristol Rovers         | 45 | 46 | 11 | 12 | 23 | 48  | 82 | -34 |
| 23 | Plymouth Argyle*       | 42 | 46 | 15 | 7  | 24 | 51  | 74 | -23 |
| 24 | Swindon Town           | 41 | 46 | 9  | 14 | 23 | 50  | 72 | -22 |

Football League One: Classificação
|  |                                                            |
|  | Promovidos diretamente para a Football League Championship |
|  | Classificados para os playoffs                             |
|  | Rebaixados para a Football League Two                      |

- Foram deduzidos 10 pontos do Plymouth Argyle por dívidas.

## Playoff
|  | Semifinais | Semifinais            | Semifinais          | Semifinais | Semifinais |  |   | Final             | Final | Final |
|  |            |                       |                     |            |            |  |   |                   |       |       |
|  | 3          | Huddersfield Town (p) | 1                   | 3          | 4(4)       |  |   |                   |       |       |
|  | 6          | Bournemouth           | 1                   | 3          | 4(2)       |  |   |                   |       |       |
|  |            |                       |                     |            |            |  | 3 | Huddersfield Town | 0     |       |
|  |            | 4                     | Peterborough United | 3          |            |  |   |                   |       |       |
|  | 5          | MK Dons               | 3                   | 0          | 3          |  |   |                   |       |       |
|  | 4          | Peterborough United   | 2                   | 2          | 4          |  |   |                   |       |       |

## Artilheiros
| Pos | Jogador                 | Clube                             | Gols |
| --- | ----------------------- | --------------------------------- | ---- |
| 1   | Craig Mackail-Smith     | Peterborough United               | 27   |
| 2   | Glenn Murray            | Brighton & Hove Albion            | 22   |
| 3   | Rickie Lambert          | Southampton                       | 21   |
| 3   | Bradley Wright-Phillips | Plymouth Argyle/Charlton Athletic | 21   |
| 5   | Ashley Barnes           | Brighton & Hove Albion            | 17   |
| 6   | Jamie Cureton           | Exeter City                       | 17   |
| 6   | Will Hoskins            | Bristol Rovers                    | 17   |
| 6   | Gary Jones              | Rochdale                          | 17   |
| 9   | Jordan Rhodes           | Huddersfield Town                 | 16   |
| 10  | Dean Bowditch           | Yeovil Town                       | 15   |
| 10  | George Boyd             | Peterborough United               | 15   |

Football League One: Artilheiros